# Elena Gigli
Elena Gigli (Empoli, 9 de julho de 1985) é uma jogadora de polo aquático italiana, campeã olímpica.

## Carreira
Elena Gigli fez parte do elenco campeão olímpico de Atenas 2004.